# الهجوم المسلح على العرض العسكري في الأهواز

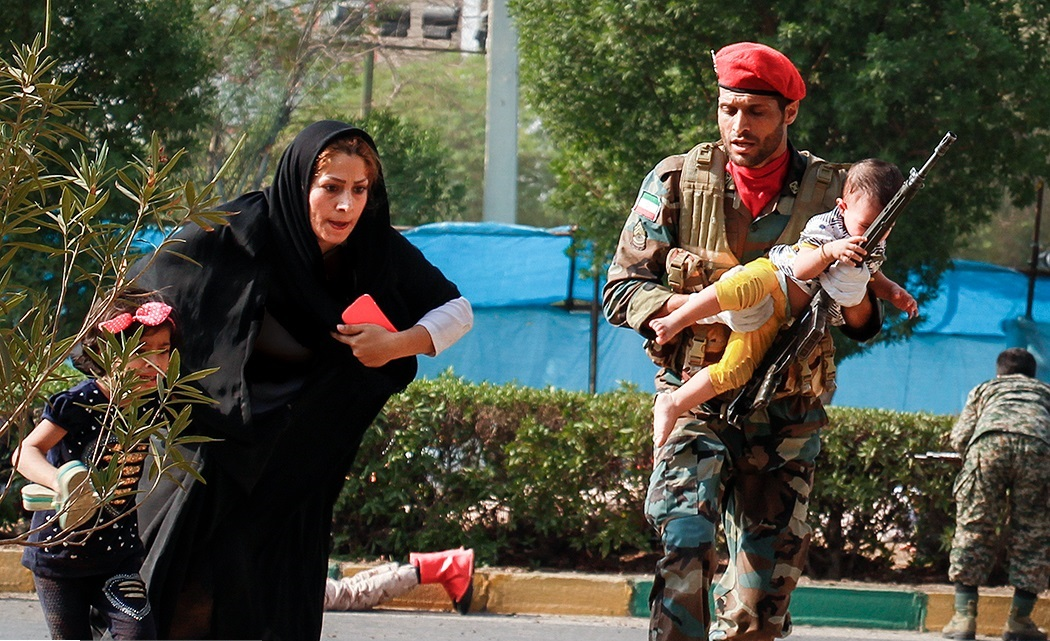
عضو في القوات المسلحة يساعد امرأة وطفليها على الهروب من ساحة المعركة

في 22 سبتمبر 2018، قام مسلحون بإطلاق النار على عرض عسكري في مدينة الأهواز جنوب غرب إيران بمناسبة ذكرى بداية الحرب العراقية الإيرانية. أسفر الهجوم عن مقتل 25 شخصا وجرح 60 آخرين من المدنيين والقوات العسكرية.
أعلن كل من داعش وحركة النضال العربي لتحرير الأحواز مسؤوليتهم عن الهجوم. واتهم التلفزيون الحكومي في إيران تنظيم الدولة الإسلامية (داعش) بالعملية، حيث ذكر أن مسلحين تكفيريين هم من قام بها. في 1 أكتوبر 2018 وانتقاما للهجوم، استهدفت القوة الجوفضائية لحرس الثورة الإسلامية بستة صواريخ بالیستیة أرض - أرض مقرات لجماعات داعش في مدينة البوكمال شرقي الفرات بسوريا.

## الهجوم
يقام العرض العسكري سنويا بمناسبة ذكرى بدء الحرب العراقية الإيرانية. في يوم السبت 22 سبتمبر 2018، وفي الساعة التاسعة صباحا حسب التوقيت المحلي في إيران، قام أربعة مسلحون يرتدون الزي العسكري بإطلاق النار من ساحة قرب العرض. وبحسب وكالة أنباء فارس، «أطلق المهاجمون النار على المدنيين وحاولوا مهاجمة المسؤولين العسكريين في المنصة الرئيسية.»

## الضحايا
بحسب المسؤول المحلي علي حسين حسينزاده، قتلت قوات الأمن رجلين من المهاجمين واعتقلت آخرين. قتل تسعة من أفراد الحرس الثوري الإيراني وطفل واحد بينما جرح 20 آخرون.
أعلن نائب محافظ خوزستان، عصر السبت 22 سبتمبر عن ارتفاع عدد القتلى إلى 25 شخصاً و60 جريح.

## المسؤولية
أعلنت حركة النضال العربي لتحرير الأحواز مسؤوليتها عن هذا الهجوم. وأعلن يعقوب حرّ التستري مسؤولية الحركة عن الهجوم في تعليقاته على التلفزيون المعارض إنترنشنال الذي يتخذ من المملكة المتحدة مقرّا لها. وقال إن جماعة أهواز المقاومة الوطنية «ليس لديها خيار سوى المقاومة». وفي 23 سبتمبر، نفى بيان على موقع ASMLA الإلكتروني المنتسب لحركة النضال العربي لتحرير الأحواز المسؤولية عن الهجوم، قائلاً إن هذا الادعاء قد تمّ من قبل «مجموعة تم طردها من المنظمة منذ 2015». زعمت وكالة أعماق للأنباء أن الدولة الإسلامية في العراق والشام هي المسؤولة ونشرت أشرطة فيديو لثلاثة رجال يناقشون الهجوم القادم. اثنين تحدثا بالعربية وتحدث واحد منهم بالفارسية. وذكرت وسائل الإعلام الرسمية الإيرانية أن «مسلحين تكفيريين» نفذوا الهجوم. في 27 سبتمبر، نشرت صحيفة النبأ التابعة لتنظيم داعش صوراً للمهاجمين الخمسة مع علم داعش في الخلفية، واصفة إياهم بالألغام. وعرض مزيدا من التفاصيل حول الهجمات ومرتكبيها وادعاءات بالمسؤولية.

## ضربة إيران الصاروخية
في 1 أكتوبر 2018 استهدفت القوة الجوفضائية لحرس الثورة الإسلامية بستة صواريخ بالیستیة أرض - أرض مقرات لجماعات وصفها الإرهابية في مدينة البوكمال شرقي الفرات بسوريا ضمن عملية «ضربة محرم» وذلك انتقاما لهجوم الأهواز. كما قامت سبع طائرات قتالية من دون طيار بقصف مواقع الجماعات في شرق سوريا بعد الضربة الصاروخية. نفذ حرس الثورة الإسلامية العملية الساعة الثانية بعد منتصف الليل بالتوقيت المحلي من محافظة كرمانشاه بصواريخ باليستية أرض-أرض من طراز ذو الفقار مداها 700 كم وقيام التي مداها 800 كم. وقال الحرس الثوري، في بيان أنّها استهدفت «جماعات إرهابية وتكفيرية من تنظيم داعش في شرق الفرات»، ردا على هجوم الأهواز. وأضاف أن «العملية أدت إلى مقتل وجرح عدد كبير من عناصر وقياديي تلك الجماعات الإرهابية، بالإضافة إلى تدمير بناها التحتية ومخازنها للعتاد والسلاح».

## ردود الفعل
- إيران كتب المرشد الأعلى للثورة الإسلامية علي خامنئي على موقعه على الإنترنت: «هذه الجريمة هي استمرار لمؤامرات دول المنطقة التي هي دمى للولايات المتحدة، وهدفها هو خلق حالة من عدم الأمان في بلدنا العزيز».[30] كما دعا قوات الأمن إلى تقديم المسؤولين إلى العدالة.[31] واستدعت وزارة الخارجية الإيرانية سفيرين من هولندا والدنمارك والقائم بالاعمال البريطاني احتجاجًا على إقامة بعض أعضاء جماعة الأحوازية في هذه الدول.[32] كما طلبت من حكومات هولندا والمملكة المتحدة والدنمارك «إدانة الهجوم وتسليم الأشخاص المرتبطين به إلى إيران ليتم محاكمتهم».[30] في 23 سبتمبر، استدعت وزارة الخارجية الإيرانية القائم بالأعمال لدولة الإمارات العربية المتحدة في إيران على تغريدة أدلى بها الأستاذ الإماراتي عبد الخالق عبد الله حول الهجوم الذي قال: «إن الهجوم العسكري ضد هدف عسكري ليس عملاً إرهابياً ونقل المعركة إلى الجانب الإيراني هو خيار معلَن.[33][34]» وقال المتحدث باسم وزارة الخارجية الإيرانية، بهرام قاسمي، إن تصريحات عبد الله «غير مسؤولة وغير مفهومة» و «يمكن أن تحمل أبو ظبي المسؤولية.[35]» زعم خامنئي أن الأشخاص المسؤولين عن الهجوم قد دفعت من قبل المملكة العربية السعودية والإمارات العربية المتحدة.[36] ونفت الإمارات العربية المتحدة مزاعم إيرانية بأن لها أي علاقة بالهجوم.[37]
  - حضر الآلاف من الإيرانيين جنازة الضحايا في 24 سبتمبر بالقرب من «مسجد ثار الله» في الأهواز. ولوح البعض بالأعلام الإيرانية وحملوا صورا للضحايا.[38] ووصفت إيه بي سي نيوز الجنازة بأنها «تدفق جماعي للحزن».[39]

- روسيا: قدم الرئيس الروسي فلاديمير بوتين تعازيه إلى نظيره الإيراني حسن روحاني.[40]
- المملكة المتحدة أدان السفير البريطاني في إيران راب مك كر الهجوم وأرسل تعازي شعبه إلى أسر الضحايا.[41]
- سوريا أدانت وزارة الخارجية السورية بشدة الهجوم وحذرت أولئك الذين يمولون الإرهاب في المنطقة.[42]
- باكستان أدانت باكستان الهجوم من خلال المتحدث باسم مكتب الخارجية محمد فيصل.[43]